# 5e cérémonie des Critics' Choice Movie Awards
La 5e cérémonie des Critics' Choice Movie Awards, décernés par la Broadcast Film Critics Association, a eu lieu le 24 janvier 2000, et a récompensé les films sortis en 1999.

## Palmarès

### Meilleur film
- American Beauty 
  - Dans la peau de John Malkovich
  - L'Œuvre de Dieu, la part du Diable
  - La Ligne verte
  - Révélations
  - Magnolia
  - Man on the Moon
  - Sixième Sens (The Sixth Sense)
  - Le Talentueux Mr Ripley
  - Les Rois du désert

### Meilleur acteur
- Russell Crowe pour le rôle du Dr. Jeffrey Wigand dans Révélations

### Meilleure actrice
- Hilary Swank pour le rôle de Teena Brandon dans  Boys Don't Cry

### Meilleur acteur dans un second rôle
- Michael Clarke Duncan pour le rôle de John Caffey dans La Ligne verte

### Meilleure actrice dans un second rôle
- Angelina Jolie pour le rôle de Lisa Rowe dans Une vie volée

### Meilleure performance d'enfant
- Haley Joel Osment pour le rôle de Cole Sear dans Sixième Sens (The Sixth Sense)

### Meilleur réalisateur
- Sam Mendes - American Beauty

### Meilleur scénario original
- Alan Ball - American Beauty

### Meilleur scénario adapté
- Frank Darabont - La Ligne verte

### Meilleur film étranger
- Tout sur ma mère (Todo sobre mi madre) •  Espagne

### Meilleur documentaire
- Buena Vista Social Club

### Meilleur film de famille
- Ciel d'octobre

### Meilleur film d'animation
- Toy Story 2

### Meilleur téléfilm
- RKO 281
- Tuesdays with Morrie

### Meilleure chanson
- "Music of My Heart", Gloria Estefan et *NSYNC - La Musique de mon cœur

### Meilleure musique de film
- Gabriel Yared pour la composition de la bande originale de Le Talentueux Mr Ripley

### Artiste remarquable de l'année
- Spike Jonze - Dans la peau de John Malkovich et Les Rois du désert

## Récompenses et nominations multiples

### Nominations multiples
Films
3 : American Beauty
2 : La Ligne verte, Sixième Sens, Le Talentueux Mr Ripley

### Récompenses multiples
Films
3/3 : American Beauty
2/2 : La Ligne verte